# Derby (Connecticut)
|  | Dieser Artikel wurde aufgrund von inhaltlichen Mängeln auf der Qualitätssicherungsseite des Projektes USA eingetragen. Hilf mit, die Qualität dieses Artikels auf ein akzeptables Niveau zu bringen, und beteilige dich an der Diskussion! Eine nähere Beschreibung der zu behebenden Mängel fehlt. |

Derby ist eine Stadt im New Haven County im US-Bundesstaat Connecticut, Vereinigte Staaten. Das U.S. Census Bureau ermittelte bei der Volkszählung 2020 eine Einwohnerzahl von 12.325.
Das Stadtgebiet hat eine Größe von 13,9 km², wodurch die Stadt die flächenmäßig kleinste Stadt in Connecticut darstellt.

## Geschichte
Nachdem die Gegend von verschiedenen indianischen Stämmen besiedelt worden war, wurde die Gegend des heutigen Derby von verschiedenen Händlern aus New Haven besucht, bis 1642 ein Handelsposten errichtet wurde. Um 1651 wurden schließlich die ersten dauerhaften Hütten errichtet. Später wurde die Stadt durch Landwirtschaft bedeutend, so wurde bereits im Jahre 1681 die erste Wassermühle der Stadt eröffnet. Später wurde der Housatonic River zur Handelsschifffahrt benutzt, wovon die Stadt profitieren konnte. Als 1870 der Housatonic Dam, ein Staudamm, in der Nähe der Stadt eröffnet wurde, begann der industrielle Aufschwung der Stadt, da man jetzt eine Quelle zur Energiegewinnung hatte.

## Söhne und Töchter der Stadt
- William Hull (1753–1825), Politiker und Offizier des Amerikanischen Unabhängigkeitskriegs sowie des Kriegs von 1812
- Samuel G. Andrews (1796–1863), Politiker
- David Raymond Curtiss (1878–1953), Mathematiker
- Patrick B. O’Sullivan (1887–1978), Politiker
- Nick Pietrosante (1937–1988), American-Football-Spieler
- Richard A. Brualdi (* 1939), Mathematiker